# Harrisina metallica
The Western Grapeleaf Skeletonizer (Harrisina metallica) là một loài bướm đêm thuộc họ Zygaenidae. Loài này có ở South-western parts of Hoa Kỳ, from California to Texas, phía bắc đến Colorado và Utah and in miền bắc México.
Sải cánh dài 22–30 mm. Con trưởng thành bay từ tháng 4 đến tháng 10 tùy theo địa điểm.
Ấu trùng ăn grapes and Parthenocissus species.